# Karschia birulae
Karschia birulae es una especie de arácnido  del orden Solifugae de la familia Karschiidae.

## Distribución geográfica
Se encuentra en China.